# Heerlijk weer terug te zijn!
Heerlijk weer terug te zijn is een sciencefictionverhaal van de Amerikaan Robert Heinlein. Het verscheen in de bundel The green hills of earth, waarvan sommige verhalen werden opgenomen in de bundel Sciencefictionverhalen 2 van Uitgeverij Het Spectrum, uitgegeven in 1964. Het verscheen eerst "los" in The Saturday Evening Post van 26 juli 1947. Het verhaal maakt deel uit van een serie genoemd Future history, verschenen in The past through tomorrow, voor zover na te gaan niet in het Nederlands uitgegeven.

## Het verhaal
Echtpaar MacRae verblijft al enige tijd in Lunar City op de Maan. Daarbij wordt de wens om terug te komen naar die mooie Aarde steeds groter. Zij vinden het leven op de Maan te kunstmatig. Beiden nemen ontslag om de wens in vervulling te laten gaan. Ze gaan terug naar Aarde. Het gevoel van "thuis te zijn" verandert echter snel. Luchtvervuiling, variabel weer, winters etc. blijken bij nader inzien toch weinig bij te dragen aan het levensgeluk van het echtpaar. Wat ook meetelt is dat de bevolking van de maan bestaat uit een wetenschappelijke elite, terwijl op Aarde het gevoel van "het gewone leven" en "gewone mensen" overheerst. Ze keren terug naar de maan.